# Joshter Andrew
Joshter Andrew (11 de marzo de 1998) es un deportista guameño que compite en judo. Ganó una medalla de bronce en el Campeonato de Oceanía de Judo de 2018 en la categoría de –81 kg.

## Palmarés internacional
| Campeonato de Oceanía | Campeonato de Oceanía | Campeonato de Oceanía | Campeonato de Oceanía |
| Año                   | Lugar                 | Medalla               | Categoría             |
| --------------------- | --------------------- | --------------------- | --------------------- |
| 2018                  | Numea (Francia)       | Medalla de bronce     | –81 kg                |